# Макаровский (Ростовская область)
Мака́ровский — хутор в Верхнедонском районе Ростовской области.
Входит в состав Верхняковского сельского поселения.

## Население
| 1989 | 2002 | 2010 |
| ---- | ---- | ---- |
| 192  | ↘144 | ↘121 |

## Улицы
На хуторе имеется одна улица: Макаровская.

## Известные уроженцы
- Агафонов, Григорий Михайлович (1912—2001) — советский комбайнёр, Герой Социалистического Труда.